# متحف جذور وتراث
متحف جذور وتراث أحد متاحف مدينة الرياض أسسه عبد العزيز عبد ربه الحازمي، يمتلك عبد العزيز الحازمي مجموعة من القطع التراثية الجيدة من حيث الكم ومن حيث الحالة وقد دله تفكيره إلى بلورة ما بحوزته ومن خلال تلك المجموعة ووضعها في مكان واحد وبطريقة منظمة لتكون متحفا يحكي تاريخ جزءاً تاريخ المملكة العربية السعودية , وقد اشتملت المجموعة على جميع عناصر واستخدامات الإنسان في ذلك العصر ومن خلال مواد الصناعات المتوفرة من أخشاب وأصواف وجلود ومعادن وكذلك التربة ومن خلال الصناعات والأواني الفخارية، وهناك أواني الطبخ والمأكل والمشرب وكذلك أدوات القهوة والأدوات الزراعية والملابس للرجال والنساء وكذلك الحلي وأدوات الزينة للنساء والأسلحة وعدة الحرب وغير ذلك.